# Ricky Ledée
Ricardo Alberto "Ricky" Ledée é um ex-jogador profissional de beisebol porto-riquenho.

## Carreira
Ricky Ledée foi campeão da World Series 1999 jogando pelo New York Yankees. Na série de partidas decisiva, sua equipe venceu o Atlanta Braves por 4 jogos a 0.